# アリソン・ダンジグ
アリソン・ダンジグ（Allison Danzig, 1898年2月27日 - 1987年1月27日）は、アメリカ・テキサス州ウェーコ出身のスポーツジャーナリスト。40年以上にわたり、ニューヨーク・タイムズ紙のスポーツ記者として主にテニス記事を担当、ジャーナリストとして初めて国際テニス殿堂入りした。
ダンジグはテキサス州ウェーコに生まれ、ニューヨーク州オルバニーに育った。小柄な体格ながらコーネル大学時代にはカレッジフットボールの経験がある。
1921年に大学を卒業後、ブルックリン・イーグル紙を経て、1923年にニューヨーク・タイムズ紙の記者となる。テニスをはじめ、アメリカンフットボール、スカッシュ、リアルテニス、ラケッツ、漕艇などの記事を担当したほか、オリンピックの取材も行った。1967年、ニューヨーク・タイムズを退職。1968年に「ジャーナリスト部門」で国際テニス殿堂入りした。
1987年1月27日、ニュージャージー州リッジウッドにて88歳で没した。

## 著書
- Racquet Game (1930)
- History of American Football: its great teams, players, and coaches (1956)
- History of Baseball: its great players, teams and managers (1959)
- Oh, How They Played the Game: the early days of football and the heroes who made it great (1971)
- Winning Gallery: court tennis matches and memories (1985)